# Stein (Nesslau)
Stein (toponimo tedesco) è una frazione di 369 abitanti del comune svizzero di Nesslau, nel Canton San Gallo (distretto del Toggenburgo).

## Storia
Fino al 31 dicembre 2012 è stato un comune autonomo, istituito nel 1833 per scorporo dal comune di Alt Sankt Johann, che si estendeva per 12,24 km²; il 1º gennaio 2013 è stato accorpato all'altro comune soppresso di Nesslau-Krummenau per formare il nuovo comune di Nesslau.